# 运河之江隧道
运河之江隧道是杭州市的一条穿越京杭运河的隧道，地处钱塘江与京杭运河交汇区，位于钱塘江北岸，西接钱江新城一期之江东路，东接新城二期之江东路（沿江大道），于2012年12月28日开通。

## 简介
它是杭州首条穿越运河的隧道。长约600米，双向4车道，设计时速为50公里/小时，通行净高4.5米，车辆通过只需1分钟。
它与车站南路段道路工程，是沿江大道（之江东路）全线的重要组成部分。整个工程道路总长787米，宽38到49.95米。
工程采用BT模式建设，2009年12月19日开工。隧道的开通加强了下沙副城与钱江新城、杭州主城区的交通联系，对于缓解钱江路的交通压力具有重要的意义。